# Тартан (брод)
Тартан је назив за једрењака на Медитерану и арапском подручју. Појам тартан преузели су Италијани од Арапа и значи „мали брод”. Брод је коришћен од 17. до 19. века за превоз робе и за риболов. У почетку имао је два јарбола, касније само један.